# Irene Mann

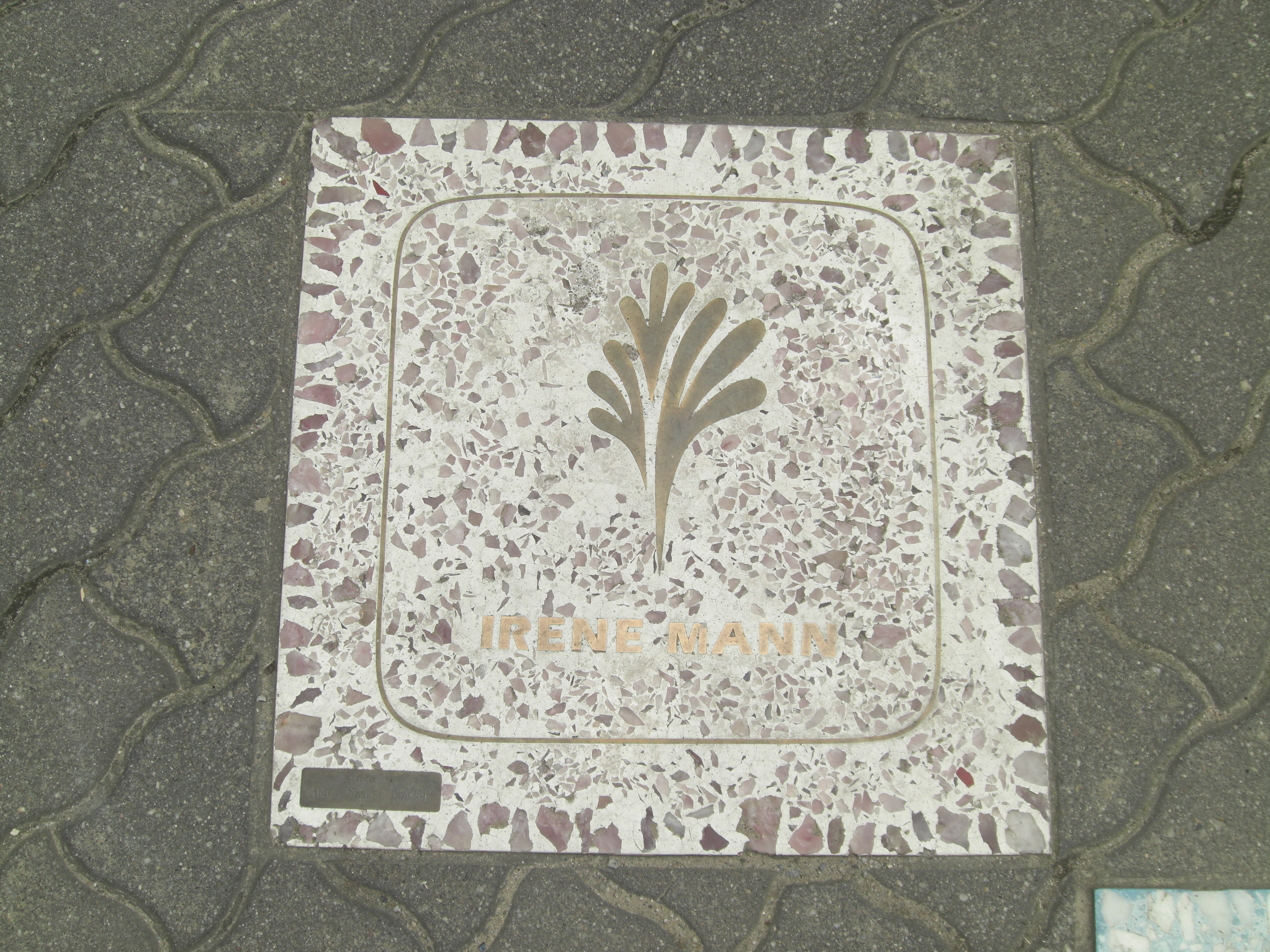
Gedenkplatte für Irene Mann am Friedrichstadtpalast in Berlin

Irene Mann (* 12. April 1929 in Königsberg; † 19. September 1996 in Pfaffenhofen an der Ilm) war eine deutsche Tänzerin, Schauspielerin und Choreografin.

## Leben
Sie erhielt ihre tänzerische Ausbildung bei Heinz Klee, Madame Roussanne, Olga Preobrajenska und Nora Kiss. Nach ihrem Debüt am Theater Oberhausen tanzte sie 1951/52 am Theater am Gärtnerplatz in München und dann von 1952 bis 1957 in Frankfurt am Main.
In Frankfurt kreierte sie verschiedene Rollen in den Balletten von H. Freund. Als Tänzerin und Schauspielerin wirkte sie auch in einigen Filmen mit, ab 1959 übernahm sie mehrmals die Choreografie. Danach arbeitete sie freiberuflich für das Fernsehen und choreografierte in den 1960er Jahren zahlreiche Shows, aber auch Operetten- und Musicalproduktionen. Als Chefin des ZDF-Fernsehballetts hatte sie beträchtlichen Anteil an der optischen Gestaltung vieler Sendungen dieser Zeit. Außer Tanz- gab sie auch Gesangseinlagen.
Irene Mann, zuletzt 1992 bis 1995 Ballettdirektorin am Friedrichstadt-Palast, war seit 1965 mit dem Schauspieler und Synchronsprecher Berno von Cramm verheiratet. Am 1. Oktober 1996 wurde ihr posthum der Verdienstorden des Landes Berlin verliehen.

## Filmografie
| als Tänzerin und Schauspielerin - 1953: Der letzte Walzer - 1955: Solang’ es hübsche Mädchen gibt - 1957: Für zwei Groschen Zärtlichkeit - 1957: Daphnis und Chloe - 1958: Das haut einen Seemann doch nicht um - 1960: Marina - 1960: Schön ist die Liebe am Königssee - 1961: … denn das Weib ist schwach - 1963: Unsere tollen Nichten - 1963: Ferien vom Ich - 1966: Einer wird gewinnen (Show) - 1969: … 7, 8, 9 aus (Serie) - 1969: Zwischenmahlzeit (Show) - 1970: Vergißmeinnicht (Show) - 1972: Stars in der Manege (Show) - 1972: Maske in Blau - 1975: Meine Schwester und ich (Schauspielerin und Choreografin) - 1979: Am laufenden Band (Show) | als Choreografin - 1959: Wenn das mein großer Bruder wüßte - 1959: Alle lieben Peter - 1959: Melodie und Rhythmus - 1960: Meine Nichte tut das nicht - 1960: Marina - 1961: Der Traum von Lieschen Müller - 1962: Unsere tollen Nichten - 1963: Ferien vom Ich - 1963: Das Haus in Montevideo - 1963: Hochzeit am Neusiedler See - 1964: Tonio Kröger - 1970: Der Bettelstudent - 1971: Die Blume von Hawaii - 1970–1972: Peter Alexander Show - 1972: Von uns für Sie (Serie) |